# بهمن ميرزا
بهمن ميرزا (بالفارسية: بهمن میرزا) (1810 - 1884) هو عالم وأديب وكاتب وأمير إيراني في عصر الدولة القاجارية، وهو الابن الرابع لولي عهدها عباس ميرزا. تولى الحكم في عدة ولايات ومنها أذربيجان من سنة 1841 حتى 1847.